# Ołtarz Maryjny we Fröndenbergu
Ołtarz Maryjny we Fröndenbergu – gotyckie retabulum ołtarzowe w kościele dawnego opactwa Cysterek w westfalskim Fröndenbergu, datowane na lata około 1410-20. Retabulum jest cennym przykładem gotyckiego malarstwa tablicowego w kontekście średniowiecznej sztuki zakonów żeńskich. Nieznane jest autorstwo dzieła; utożsamiane jest z anonimowym Mistrzem Ołtarza we Fröndenbergu, artyście działającym w kręgu Konrada von Soest.

## Dzieje
Pośrodku korpusu retabulum, w żagielkach, ponad ostrołukową arkadą widnieją dwa herby, utożsamiane z dwoma opatkami klasztoru we Fröndenbergu: Kathariną von der Mark (piastowała tę funkcję w latach 1426-28 oraz 1435-37) oraz Segele von Mark (1410-21 i w 1430). Druga z nich ukazana została w scenie Bożego Narodzenia. Styl malarski sugeruje czas powstania retabulum w pierwszych dwóch dekadach XV stulecia. Obecnie dzieło zachowało się fragmentarycznie - zachowała się in situ część środkowa, oraz dwie kwatery z nieistniejących dziś skrzydeł zamykających retabulum: Zesłanie Ducha Świętego (w Landesmuseum für Kunst und Kulturgeschichte, w Monastyrze) oraz Koronacja Marii (w Cleveland Museum of Art w Cleveland, Ohio, USA). Kwatera przedstawiająca Madonnę z Dzieciątkiem (ze środkowej części korpusu) znajduje się w zbiorach Museum für Kunst und Kulturgeschichte w Dortmundzie.

## Wygląd
Ołtarz ten, właściwie retabulum typu szafiastego niegdyś miał formę tryptyku. Składał się z zachowanej do dziś części środkowej (korpusu) oraz pary ruchomych skrzydeł, na ich rewersach były ukazane najprawdopodobniej wizerunki świętych Dziewic co poświadcza zachowana kwatera z wizerunkiem świętej Cecylii. Część środkowa ma układ trójdzielny, ze swego rodzaju aediculą na osi przypominającą ryzalit, która jest nieco wysunięta do przodu w stosunku do pozostałych części ołtarza i była widoczna po zamknięciu skrzydeł. W dolnej strefie znajduje się obraz Madonny z Dzieciątkiem, które w swoich dłoniach trzyma zawieszony na szyi Matki naszyjnik z czerwonych korali. Oś korpusu akcentuje bogactwo form gotyckich: zwieńczony stylizowanym kwiatonem łuk dolnej arkady zdobią na zewnątrz czołganki. Przestrzeń między tymże łukiem a gzymsem zdobią wspomniane, malowane tarcze herbowe. Powyżej znajduje się wnęka z dwiema ostrołukowymi ślepymi arkadami wzbogacone maswerkami. Całość wieńczy baldachim.
Dwie boczne części korpusu mają po cztery malowane kwatery których sceny tworzą fragment cyklu którego tematem jest Żywot Marii. Na czterech kwaterach po lewej stronie Modlitwa Marii w świątyni, Zwiastowanie, Nawiedzenie oraz Boże Narodzenie. Po prawej stronie Pokłon Trzech Króli, Prezentacja Dzieciątka w świątyni, Ucieczka do Egiptu oraz Dwunastoletni Jezus w świątyni. Z kwater nie zachowanych do dziś skrzydeł ruchomych zachowały się zaledwie dwie ukazujące Zesłanie Ducha Świętego oraz Koronację Marii. Stanowiły one najprawdopodobniej awersy prawego skrzydła.

## Analiza
Ołtarz Maryjny we Fröndenbergu charakteryzuje się syntezą form architektonicznych, malarskich a nadto rzeźbiarskich, które tworzyły niegdyś spójną całość. Innym wyróżnikiem jest konstrukcja części środkowej. Zaakcentowanie osi za pomocą aediculi miało swoje uzasadnienie ze względów kultowych i dewocyjnych. Niezależnie czy ołtarz był zamknięty czy otwarty, aedicula była widoczna, ze względu na niezachowaną do dziś kultową figurę, według badaczy najprawdopodobniej była to tronująca Matka Boska z Dzieciątkiem, która mieściła się pod baldachimem. Poniżej, pod ostrołukową arkadą mieści się malowana, ujęta do połowy Madonna i nagie Dzieciątko, bawiące się długim naszyjnikiem Marii ozdobionym drobnymi paciorkami z korala, stanowiącym prefigurację różańca. Do tego wizerunku zwraca się z modlitwą namalowana w scenie Bożego Narodzenia opatka Segele z rodu von Mark. Obecnie obraz w prawej części jest przycięty. Prawdopodobnie przykrywał on repozytorium na relikwie. W badaniach nad tym problemem wysnuto dwie presumpcje, jedna sugeruje resztki cudownego wizerunku, który w nieznanym czasie został zniszczony, druga zaś relikwie krzyża Chrystusowego. Stąd też retabulum jednocześnie pełniło funkcję relikwiarza, zważając na strukturę części środkowej ten typ ołtarza szafiastego był preferowany w kościołach klasztornych w sąsiadującej z Westfalią Dolną Nadrenią. Przykładami są retabula z około połowy XIV stulecia, w kościele Cystersów w Marienstatt (część Streithausen) oraz ze zniszczonego w XIX stuleciu kościoła Klarysek w Kolonii (obecnie w tamtejszej katedrze).

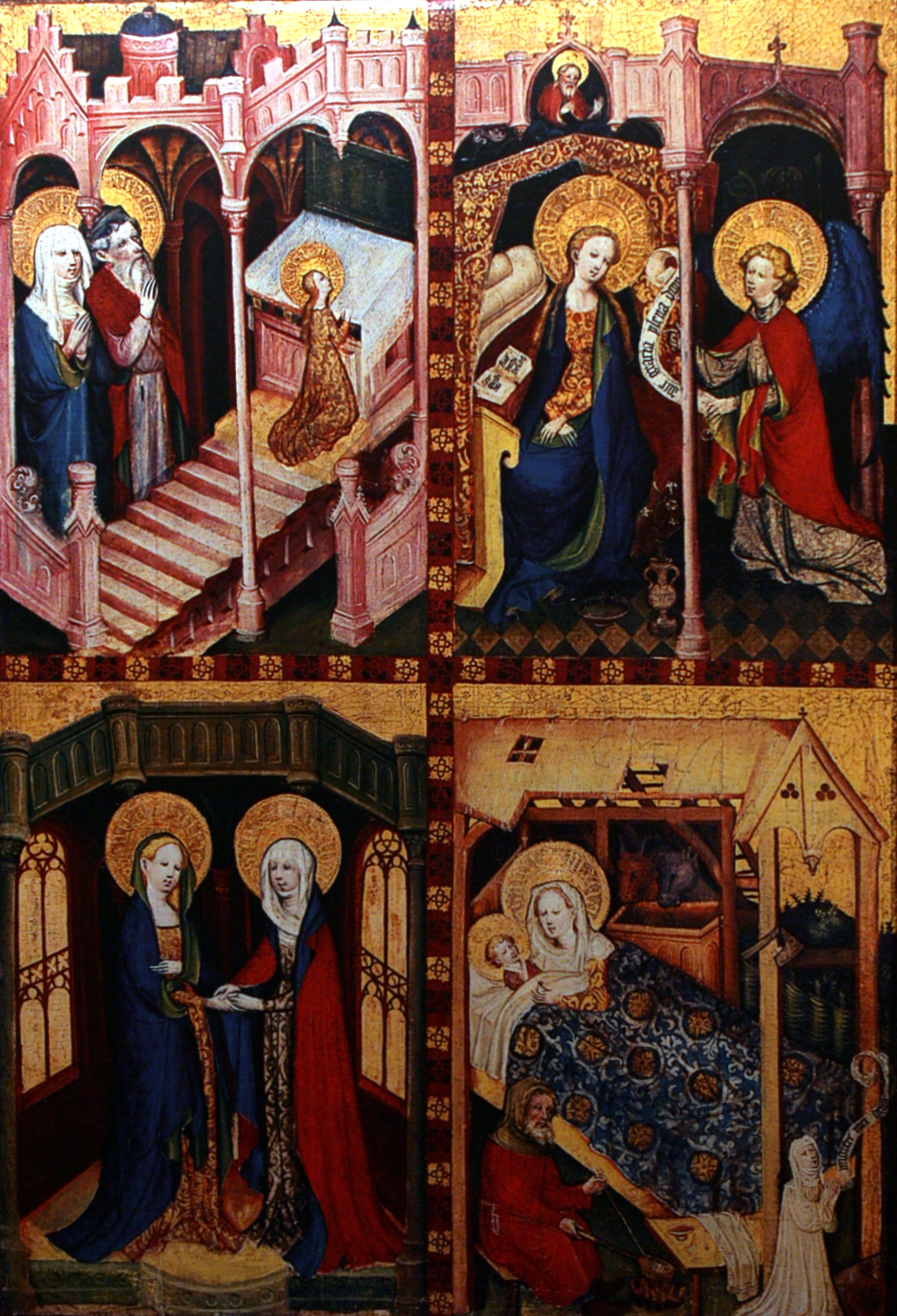
Kwatery lewego skrzydła
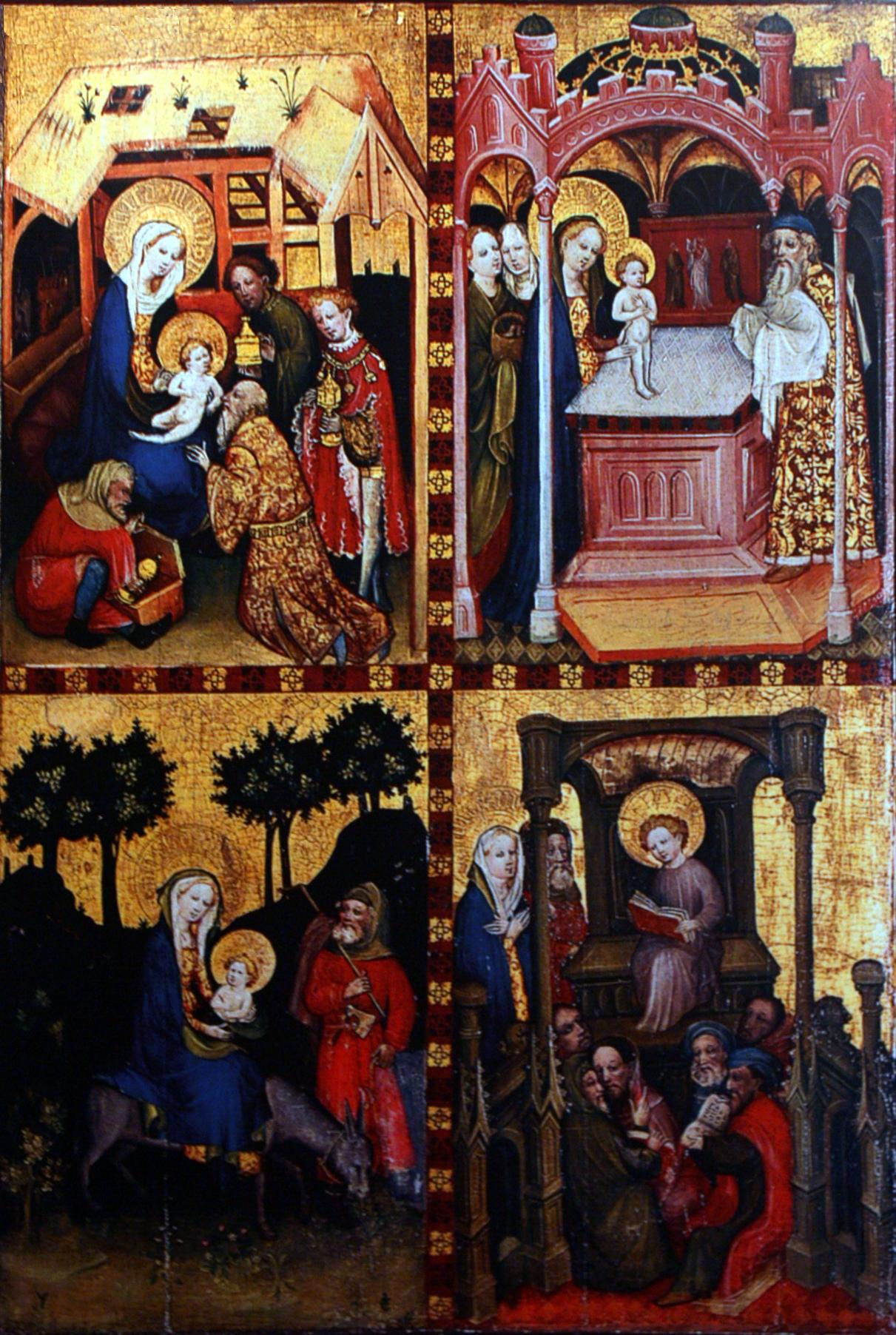
Kwatery prawego skrzydła

Przewodnim tematem malowideł retabulum jest Żywot Najświętszej Marii Panny, który obejmował również kwatery awersów skrzydeł bocznych. Zachowane kwatery z Zesłaniem Ducha Świętego i Koronacją Marii dały badaczom asumpt do rekonstrukcji pełnego cyklu ikonograficznego, który w kwaterach lewego skrzydła był poświęcony Joachimowi i Annie - rodzicom Marii oraz dzieciństwu Matki Bożej. W górnej części najprawdopodobniej znajdowały się sceny Joachima wśród pasterzy, Spotkania Joachima z Anną pod Złotą Bramą, w dolnej zaś Narodziny Marii. Ostatnią sceną z czterech kwater lewego skrzydła jest prawdopodobnie Nauczanie Marii. W monastyrskim LWL-Landesmuseum für Kunst und Kulturgeschichte znajduje się kojarzona przez niektórych badaczy z ołtarzem we Fröndenbergu kwatera przedstawiającą świętą Annę, która naucza czytać swoją córkę. W prawej części znajdowały się najprawdopodobniej scenyZaśnięcia i Wniebowzięcia Marii.
Istotnym wyróżnikiem ołtarza z Fröndenberga jest także styl malowideł, który wskazuje na liczne podobieństwa z dziełami ówczesnego malarstwa na terenie Westfalii, gdzie ukształtował się w pierwszych dwóch dekadach nurt będącym późną odmianą stylu pięknego. Badacze łączą dzieło z anonimowym Mistrzem Ołtarza z Fröndenberga, który oprócz klasztornego retabulum miał namalować tryptyk z Koronacją Marii i świętymi Walburgą i Augustynem do żeńskiego konwentu Świętej Walburgi w Soest (obecnie w LWL-Landesmuseum für Kunst und Kulturgeschichte). Czołowym przedstawicielem sztuki około 1400 w Westfalii był Konrad von Soest, którego cechy stylistyczne widoczne są w także w retabulum z Fröndenberga, stąd też wedle nowszych opinii badaczy autor maryjnego ołtarza był silnie związany z dortmundzkim mistrzem.

## Galeria

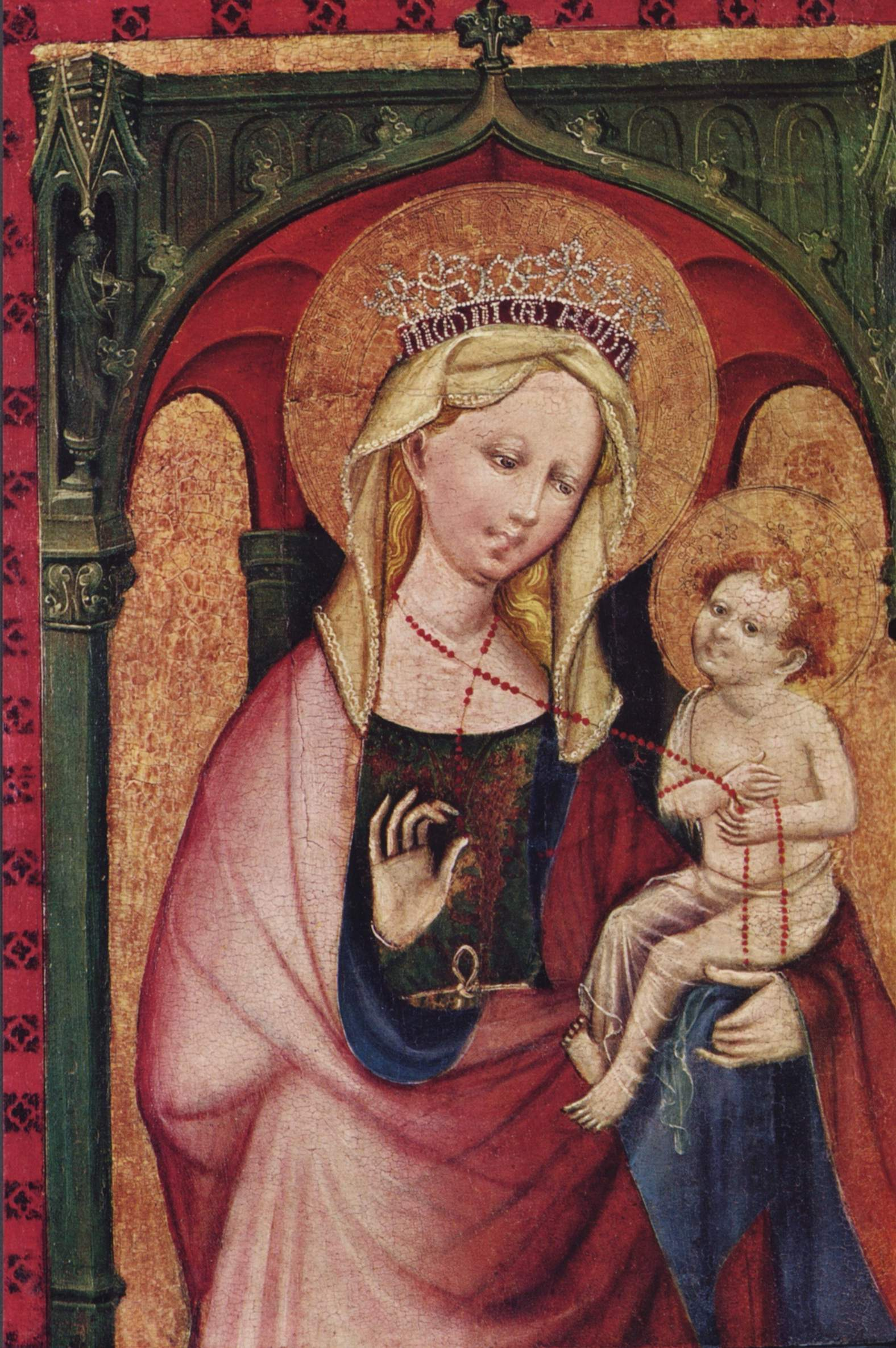
Maria z Dzieciątkiem - malowidło w korpusie retabulum
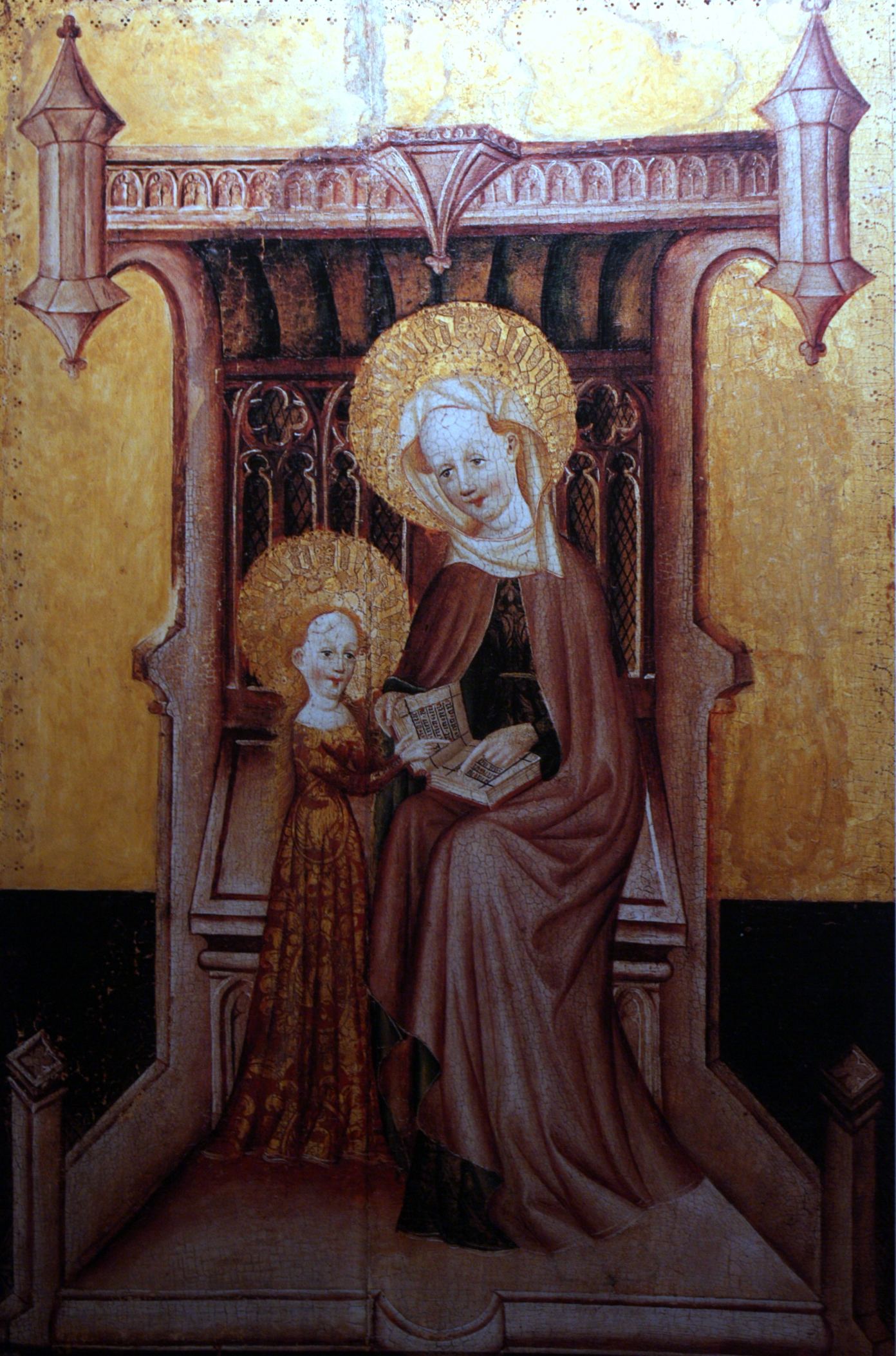
Domniemana kwatera z przedstawieniem Nauczania Marii przez świętą Annę
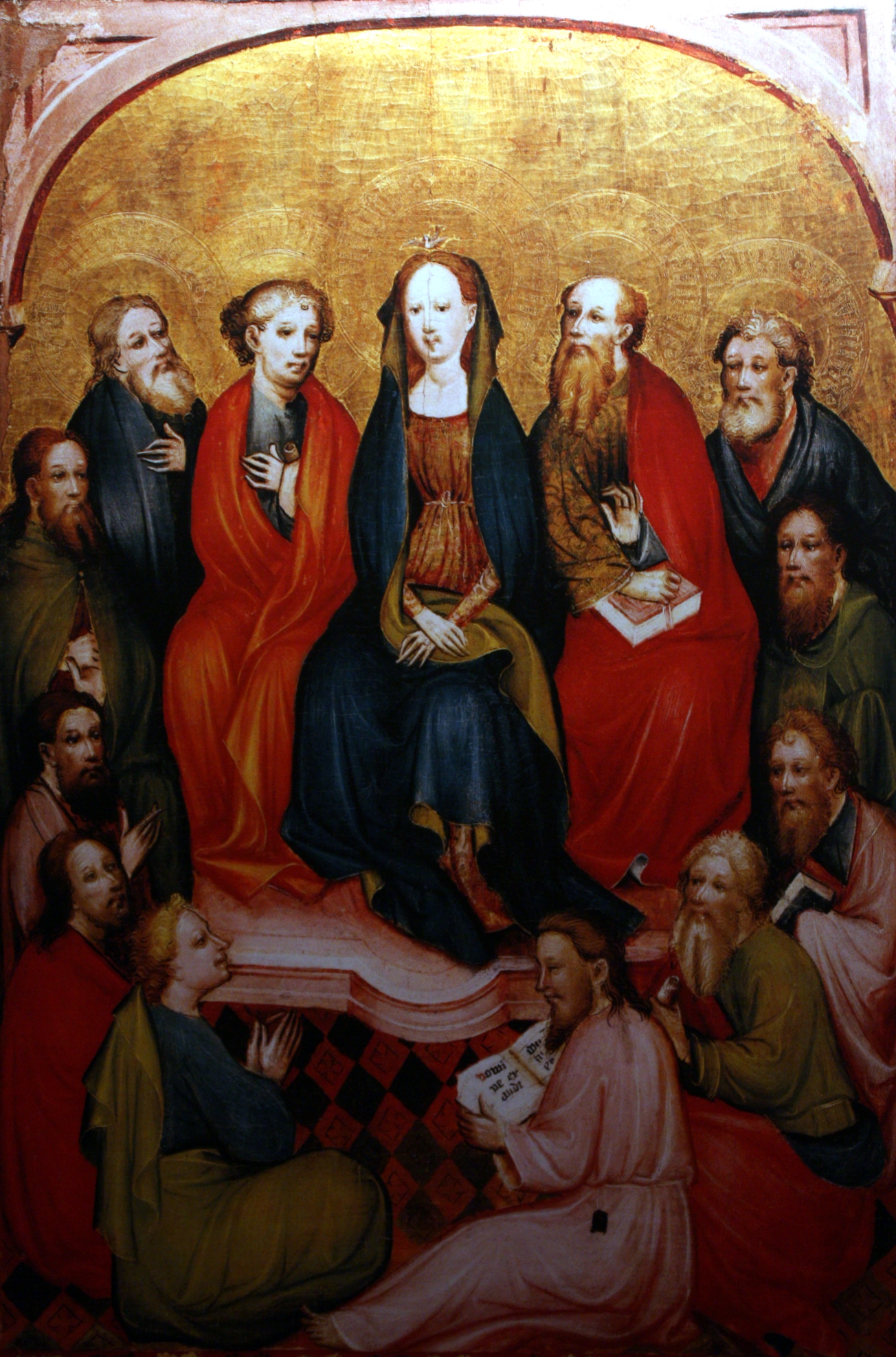
Zesłanie Ducha Świętego
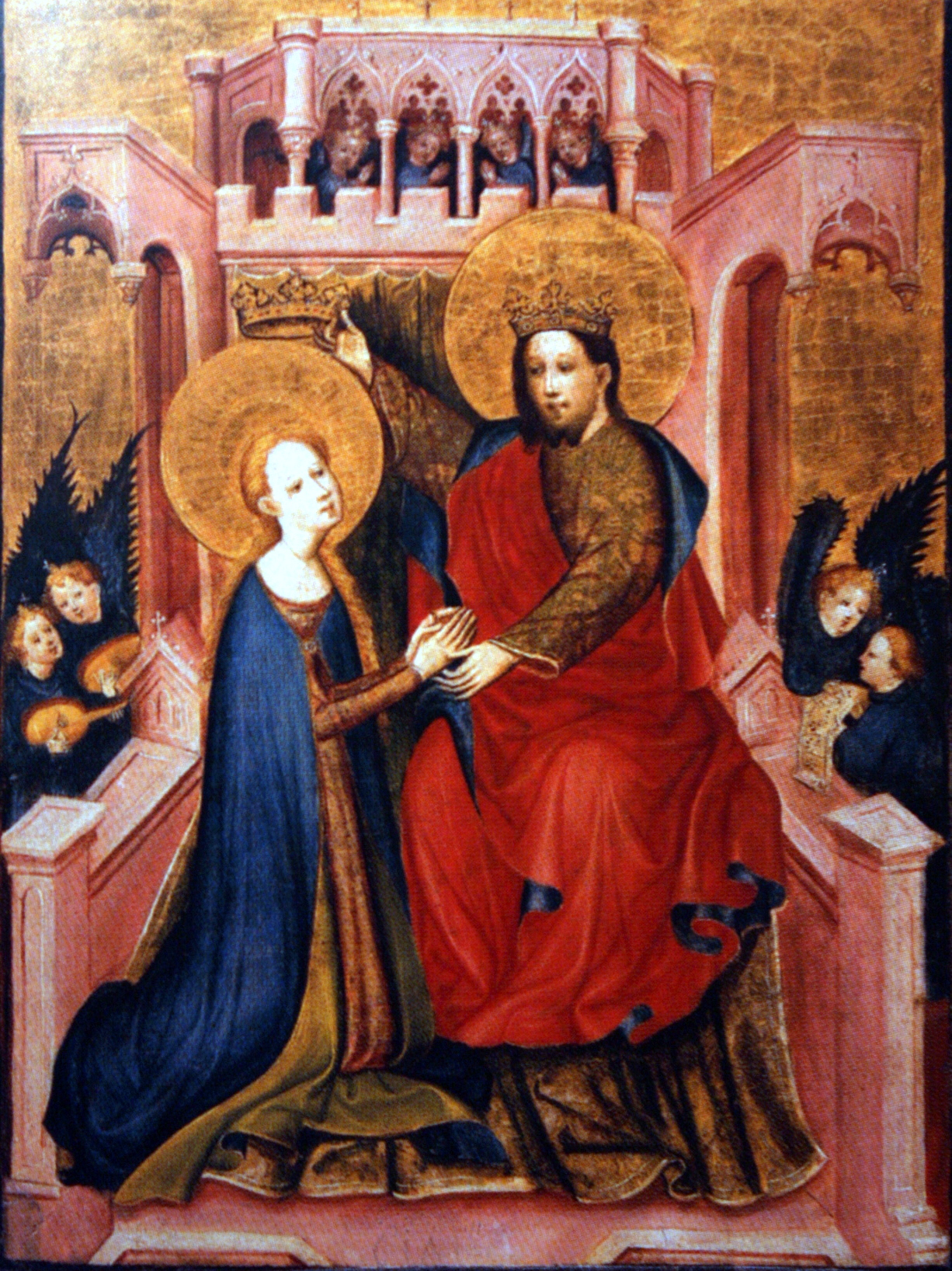
Koronacja Marii